# Cola suboppositifolia
Espèce
Synonymes
- Cola suboppositifolia (préféré par NCBI)[2]
- Cola suboppositifolia[2]

Statut de conservation UICN

 EN  : En danger
Cola suboppositifolia Cheek est une espèce de plantes de la famille des Malvaceae et du genre Cola, selon la classification phylogénétique. 
C'est un arbuste de 2 à 6 m de hauteur, de forêt pluviale à feuilles persistantes des plaines, généralement sur des sols sablonneux, de 60 à 400 m d'altitude. Cette espèce a été classée en danger critique en raison de la dégradation de l'habitat due à l'exploitation forestière et au déboisement des plantations à grande échelle. Toutefois, on sait maintenant que Cola suboppositifolia existe à la fois dans le parc national de Korup, où il existe une protection à long terme et à la limite du sanctuaire de faune sauvage de Banyang-Mbo, par conséquent, cette espèce a été réévaluée et classée comme Vulnérable. Elle se produit du parc national de Korup à l'extrémité nord-ouest des contreforts du mont Cameroun[pas clair].